# Municipio de Cumpas
El Municipio de Cumpas es uno de los 72 municipios que conforman al estado mexicano de Sonora, se encuentra localizado en el centro del estado cerca de la región alta de la Sierra Madre Occidental. Su cabecera municipal y localidad más habitada es la villa de Cumpas, mientras que otras importantes son Los Hoyos, Ojo de Agua, Jécori, Teonadepa, entre otras. Fue declarado municipio el 5 de diciembre de 1932.
Según el Censo de Población y Vivienda realizado en 2020 por el Instituto Nacional de Estadística y Geografía (INEGI), el municipio tiene un total de 5829 y posee una superficie de 2010,43 kilómetros cuadrados. Su producto interno bruto per cápita es de USD 10 274 y su índice de desarrollo humano (IDH) es de 0.7562. Como a la mayoría de los municipios de Sonora, el nombre se le dio por su cabecera municipal.

## Historia como municipio
El territorio que actualmente ocupa el municipio fue habitado primeramente por las tribus indígenas ópata y teguime en la época precolombina. En el siglo XVII exploradores y conquistadores españoles que junto a misioneros jesuitas llegaron a esta zona avanzando con la colonización de la Nueva España, y fue en 1634 cuando visitó este lugar el padre Tomás Basilio para evangelizar a los nativos. En 1643, el misionero jesuita Egidio Monteffio fundó las misiones de Nuestra Señora de la Asunción de Cumpas, que actualmente es la villa cabecera del municipio y la de San Juan Bautista de Sonora, lugar en el que en 1657 se descubrieron yacimientos de minerales y fue nombrado real de minas, también se cree que probablemente, ahí fue la primera vez que se utilizó el nombre de Sonora y se comenzó a utilizar en toda la región. En 1690, en San Juan se fundó el Presidio militar de las Fronteras, y aquí se establecía el gobernador de la provincia de Sonora, por lo que San Juan fue la primera capital en la historia de Sonora.
En 23 de octubre de 1854 se creó el departamento de Cumpas, en la división política de ese año, esto, adscrito al Distrito de Moctezuma, después el 3 de diciembre de 1862 se erigió por primera vez como una municipalidad después del decreto n.º 29 de la Ley Orgánica para el Gobierno y Administración Interior del Estado. En 1912 se suprimió el municipio y se agregó su territorio al de Nacozari. Para luego el 5 de diciembre de 1932 obtener de nuevo el cargo de municipio libre de forma definitiva gracias a la Ley Orgánica de Administración Municipal.

## Geografía
El municipio de Cumpas se localiza en el centro del estado de Sonora cerca de la zona alta de la Sierra Madre Occidental, entre los paralelos 29°48′ y 30°20′ de latitud norte y los meridianos 109°31′ y 110°6′ de longitud oeste del meridiano de Greenwich, a una elevación mínima de 600 metros sobre el nivel del mar y 2,100 como máxima. Su territorio ocupa un área de 2010.43 kilómetros cuadrados. Sus límites territoriales son al norte con los municipios de Arizpe y Nacozari de García, al noreste con el de Villa Hidalgo, al este con el de Huásabas, al sureste y sur con el de Moctezuma, al suroeste con el de Huépac y al oeste con el de Banámichi.

### Orografía e hidrografía
En el municipio predomina el terreno montañoso y casi en la misma proporción existen zonas bajas en el territorio formando un valle desde el norte, centro y sur, zona dónde se localiza la cabecera municipal. algunas elevaciones altas son Cerro El Peñasco, Cerro La Minita, Cerro Caloso, Cerro Blanco, Sierra El Oso, Sierra El Bellotal, Cerro El Ermitaño, Sierra Las Palomas, Cerro El Capulín, Cerro El Carrizito, Cerro Los Chinos, Cerros de Jécori, Sierra Verde, entre otras. Sus principales corrientes de agua son los arroyos intermitentes La Boca, Ojo Caliente y San Cristóbal. El 99% del territorio forma parte de la cuenca hidrográfica del río Yaqui y solo el 1% de la cuenca del río Sonora. Al norte se encuentra la represa El Tápiro.

## Demografía
De acuerdo a los resultados del Censo de Población y Vivienda realizado en 2020 por el Instituto Nacional de Estadística y Geografía (INEGI), la población total del municipio es de 5829 habitantes; con una densidad poblacional de 2.89 hab/km², y ocupa el puesto 28° en el estado por orden de población. Del total de pobladores, 2965 son hombres y 2864 son mujeres. En 2020 había 2851 viviendas, pero de estas 1861 viviendas estaban habitadas, de las cuales 478 estaban bajo el cargo de una mujer. Del total de los habitantes, 2 personas mayores de 3 años (0.02% del total) habla alguna lengua indígena, mientras que 20 habitantes (0.3%) se consideran afromexicanos o afrodescendientes.
El 84.18% del municipio pertenece a la religión católica, el 11.73% es cristiano evangélico/protestante o de alguna variante, el 0.02% profesa alguna religión diferente, mientras que el 3.95% no profesa ninguna religión.

### Localidades
El municipio de Cumpas tiene un total de 25 localidades, las principales y su población en 2020 son las que a continuación se enlistan:
| Localidad                        | Población |
| Total Municipio                  | 5829      |
| Cumpas                           | 2934      |
| Los Hoyos                        | 1072      |
| Ojo de Agua                      | 597       |
| Jécori                           | 477       |
| Teonadepa                        | 331       |
| La Colonia                       | 201       |
| El Valle                         | 71        |
| Kilómetro Cinco (Álvaro Obregón) | 65        |

Otras localidades son: Colonia Sur, Álvaro Obregón Sur, La Flor, entre otras.

## Gobierno
La sede del gobierno municipal se encuentra en su cabecera, la villa de Cumpas, cuyo ayuntamiento está integrado por un presidente municipal, un síndico, tres regidores de mayoría relativa y dos de representación proporcional, elegidos para un periodo de 3 años.

### Representación legislativa
- Local:

XVIII Distrito Electoral del Congreso del Estado de Sonora con cabecera en Santa Ana.
- Federal:

IV Distrito Electoral Federal de Sonora de la Cámara de Diputados de México, con cabecera en Heroica Guaymas.

### Cronología de presidentes municipales
| Presidente municipal               | Periodo | Periodo  |
| José Frisby Trejo                  | 1927    | 1929     |
| Guillermo R. Pereida               |         | interino |
| Dolores Vásquez                    |         | interino |
| J. Alberto Corella                 | 1929    | 1931     |
| Pedro Antonio Hoyos                |         | interino |
| Prisciliano Cruz                   | 1931    | 1933     |
| Ricardo E. Hoyos                   |         | interino |
| Reyes E. Quijada                   | 1933    | 1935     |
| José Abril Peralta                 | 1935    | 1937     |
| Gabriel S. Ruíz                    |         | interino |
| Francisco Hoyos Arvizu             |         | interino |
| Maxtla Aguirre Rivera              | 1939    | 1941     |
| Manuel Saldate García              | 1941    | 1943     |
| Juan Durán Rodríguez               | 1943    | 1946     |
| Enrique Leos                       |         | interino |
| Francisco J. Juvera Trejo          | 1946    | 1949     |
| Roberto Acuña Robles               | 1949    | 1952     |
| Raúl Abril Rivera                  | 1952    | 1955     |
| Ramón Héctor Pereida               | 1955    | 1958     |
| Raúl Ballesteros León              | 1958    | 1961     |
| Humberto Hoyos Rivera              | 1961    | 1964     |
| José María Juvera Vindiola         | 1964    | 1967     |
| Francisco Sixto Félix Juvera       | 1967    | 1970     |
| Juvencio Meza León                 | 1970    | 1973     |
| Rogelio Cruz Hoyos                 | 1973    | 1976     |
| Tomás Grijalva Dávila              | 1976    | 1979     |
| Miguel Ángel Gallegos Hoyos        | 1979    | 1982     |
| Gloria Gracia de Amavizca          |         | interino |
| Francisco Javier Olivarría Vázquez | 1982    | 1985     |
| Andrés Aarón Abril Bustamante      | 1985    | 1988     |
| José Jesús Quintana Ruíz           | 1988    | 1991     |
| Jesús Frisby Durán                 | 1991    | 1994     |
| Manuel López López                 | 1994    | 1997     |
| José Manuel Hoyos Medina           | 1997    | 2000     |
| Ricardo Ballesteros Guzmán         | 2000    | 2003     |
| Ramón Chávez Ballesteros           | 2003    | 2006     |
| Jesús Antonio Mesa Bustamante      | 2006    | 2009     |
| Jesús Alberto Ojeda Castellanos    | 2009    | 2012     |
| José Ramón Martínez Vázquez        | 2012    | 2015     |
| Jesús Alberto Ojeda Castellanos    | 2015    | 2021     |
| Juan Diego Urías Varela            | 2021    | 2024     |